# Lương Nguyễn Minh Triết
Lương Nguyễn Minh Triết (sinh ngày 15 tháng 10 năm 1976) là một chính khách người Việt Nam. Ông hiện là Ủy viên dự khuyết Ban Chấp hành Trung ương Đảng khóa XIII, Chủ tịch UBND TP.Đà Nẵng. 
Ông nguyên là Phó Bí thư Thường trực Thành ủy Đà Nẵng, nguyên Chủ tịch Hội đồng nhân dân thành phố Đà Nẵng.

## Tiểu sử
Lương Nguyễn Minh Triết sinh ngày 15 tháng 10 năm 1976 tại Cẩm Lệ, Đà Nẵng, nguyên quán tại xã Duy An (nay là thị trấn Nam Phước), huyện Duy Xuyên, tỉnh Quảng Nam.
Ông hiện tại đã có 01 vợ và 02 con. Vợ ông là bà Đinh Thị Mỹ Hạnh - Phó Hiệu trưởng Trường Đại học Sư phạm - Đại học Đà Nẵng

## Giáo dục
Ông học Đại học Bách Khoa Đà Nẵng-Đại học Đà Nẵng (chuyên ngành Công nghệ hóa học - ngành Silicat), Thạc sĩ Quản trị kinh doanh, Cao cấp lí luận chính trị. 

## Sự nghiệp

### Công tác thanh niên
Ông Lương Nguyễn Minh Triết từng kinh qua các chức vụ quan trọng trong các tổ chức thanh niên của Thành phố Đà Nẵng. Từ năm 2007 đến 2013, ông là Phó Bí thư, Phó Bí thư Thường trực Thành Đoàn, Bí thư Thành Đoàn, Chủ tịch Hội Sinh viên Việt Nam Thành phố Đà Nẵng.

### Công tác Đảng và chính quyền

#### Thành phố Đà Nẵng
Năm 2013, khi đang đảm nhiệm chức vụ Bí thư Thành Đoàn Đà Nẵng, ổng được bổ nhiệm chức vụ Bí thư Quận ủy Liên Chiểu, sau đó lần lượt kinh qua các chức vụ Chủ tịch Liên đoàn Lao động Thành phố và Chánh Văn phòng Thành ủy. Ngày 30 tháng 1 năm 2020, Ban Thường vụ Thành ủy Đà Nẵng quyết định cho ông Lương Nguyễn Minh Triết thôi giữ chức Chánh Văn phòng Thành ủy, điều động đến công tác tại Quận ủy Hải Châu và chỉ định giữ chức Bí thư Quận ủy Hải Châu nhiệm kỳ 2015-2020 thay cho ông Nguyễn Thanh Quang.
Tại phiên họp thứ nhất ngày 21 tháng 10 năm 2020, Ban Chấp hành Đảng bộ Tp Đà Nẵng khóa XXII nhiệm kỳ 2020-2025 đã bầu Lương Nguyễn Minh Triết, Bí thư Quận ủy Hải Châu, làm Phó Bí thư Thành ủy Đà Nẵng.
Chiều ngày 16 tháng 11 năm 2020, Ban Thường vụ Thành ủy Đà Nẵng công bố quyết định về công tác cán bộ. Ông Lương Nguyễn Minh Triết, Phó Bí thư thường trực Thành ủy Đà Nẵng, Bí thư Quận ủy Hải Châu thôi giữ chức Bí thư Quận ủy Hải Châu nhiệm kỳ 2020-2025; phân công, điều động ông Vũ Quang Hùng, Thành ủy viên, Bí thư Quận ủy Liên Chiểu đến nhận nhiệm vụ tại Quận ủy Hải Châu, chỉ định vào Ban Thường vụ Quận ủy, giữ chức Bí thư Quận ủy Hải Châu nhiệm kì 2020-2025.
Chiều ngày 9 tháng 12 năm 2020, 100% đại biểu tham dự Kì họp thứ 16 HĐND Tp Đà Nẵng khóa IX đã bầu ông Lương Nguyễn Minh Triết, Phó Bí thư thường trực Thành ủy, giữ chức Chủ tịch Hội đồng nhân dân Tp Đà Nẵng, thay cho ông Nguyễn Nho Trung xin nghỉ hưu trước tuổi.
Ngày 30 tháng 1 năm 2021, tại Đại hội đại biểu toàn quốc lần thứ XIII của Đảng Cộng sản Việt Nam, Lương Nguyễn Minh Triết được bầu là Ủy viên dự khuyết Trung ương Đảng khóa XIII, nhiệm kỳ 2021-2026.

#### Tỉnh Quảng Nam
Chiều ngày 24 tháng 1 năm 2024, Ban Thường vụ Tỉnh uỷ Quảng Nam tổ chức Hội nghị Tỉnh uỷ công bố quyết định của Bộ Chính trị về công tác cán bộ. Uỷ viên Bộ Chính trị, Thường trực Ban Bí thư Trương Thị Mai dẫn đầu đoàn công tác của Trung ương dự hội nghị. Tại hội nghị, ông Hoàng Đăng Quang, Phó Trưởng Ban Tổ chức Trung ương công bố quyết định của Bộ Chính trị về việc ông Lương Nguyễn Minh Triết thôi tham gia Ban Chấp hành, Ban Thường vụ và thôi giữ chức Phó Bí thư Thành uỷ, Chủ tịch HĐND TP Đà Nẵng. Bộ Chính trị điều động, chỉ định ông Luơng Nguyễn Minh Triết tham gia Ban Chấp hành Đảng bộ, Ban Thường vụ và giữ chức Bí thư Tỉnh uỷ Quảng Nam.